# 高演
高演（こうえん、明和2年（1765年）－弘化5年1月16日（1848年2月20日）は、江戸時代後期の真言宗の僧侶。右大臣鷹司輔平の子。幼名は理君。

## 経歴
幼くして醍醐寺に入り、13歳の時に得度、後に杲観から 伝法灌頂をうける。2度にわたって大峰山入峰を行い、特に文化元年（1804年）の入峰の際には随行者5000名を数えた。天保2年（1831年）に東寺長者（226世）になると、その後准三宮・醍醐寺座主（52世）・東寺長者（再任・234世）・当山派別当などを歴任した。また、『弘法大師正伝』の編纂にもあたった。